# 維高·贊臣
亞歷山大·維高·贊臣（丹麥語：Alexander Viggo Jensen，1874年6月22日—1930年11月2日）是一位丹麥舉重運動員，出生於丹麥哥本哈根，他是第一位丹麥和北歐的奧運會冠軍，於1896年雅典夏季奧運會上獲得冠軍。
維高·贊臣在雅典夏季奧運會參加多個項目，其中在舉重項目參加兩手舉重，贊臣和來自英國的朗塞斯頓·埃利奧特以111.5公斤的成績並列第一，然而裁判宣布贊臣的舉重方法更「好」一些授予他第一名，英國代表團提出抗議，導致給予兩位舉重運動員更多的嘗試機會來提高他們的分數。但是，兩人都未能成功提高分數，因此贊臣保持第一名，但在額外的嘗試中他的肩膀受傷。肩膀的傷勢影響贊臣在單手舉重項目的表現，他只能舉起57.0公斤，而埃利奧特舉起71.0公斤，贊臣在只能獲得第二名。贊臣另外還參加了鉛球及擲鐵餅比賽，分別取得第四及第六。
在體操比賽中，贊臣參加攀繩項目，但未能完成攀爬，最終排名第四，落後於兩位成功攀上14米繩子頂端的希臘選手和弗里茨·霍夫曼，他在這個項目的成績超越朗斯頓·埃利奧特。此外，贊臣還參加了兩項步槍比賽。在軍事步槍項目中，他以1,640分和40發中30次命中的成績排名第六；自由步槍項目對他來說更成功，他以1,305分和31次命中的成績獲得銅牌，他的四組10發子彈的分數分別為392、423、280和210。
1900年巴黎夏季奧運會，維高·贊臣分別參加300米步槍站射，300米步槍跪射，300米步槍臥射，300米步槍三姿及300米步槍團體，最佳成績為300米步槍團體取得第四名。

## 外部連結
- 维戈·延森在Olympics.com（英语）
- 维戈·延森在Olympedia（英语）